# 팀 세일
팀 세일(영어: Tim Sale, 1956년 5월 1일~2022년 6월 16일)은 미국의 만화가이다. 제프 로브와 작업한 《배트맨》, 《슈퍼맨》과 《스파이더맨》, 《캡틴 아메리카》 등이 알려져 있다.
1956년 뉴욕주 이사카에서 태어난 그는 시애틀에서 성장했다. 워싱턴 대학교에서 미술을 공부하고 뉴욕으로 가 존 부셰마 문하로 들어갔다. 맨해튼의 시각예술학교에 입학했으나 중퇴하고 시애틀로 돌아와 다양한 일거리를 찾았다.
1983년 《미스 어드벤처》의 작화로 데뷔했으며, 1985년 샌디에이고 코믹콘에서 지인의 소개로 제프 로브를 만났다. 현재는 서던캘리포니아 주에서 개 두 마리를 키우며 살고 있다.

## 저작
- 미지의 도전자들
- 배트맨: 롱 할로윈
- 슈퍼맨 포 올 시즌
- 배트맨: 다크 빅토리
- 데어데블: 옐로
- 스파이더맨: 블루
- 헐크: 그레이
- 캣우먼 로마에 가다
- 캡틴 아메리카: 화이트

이상 제프 로브와의 협작품들